# Alliance socialiste républicaine
De Alliance socialiste républicaine ASR, Nederlands: Socialistisch republikeins verbond, was een politieke partij in Frankrijk ten tijde van de Derde Franse Republiek.
De ASR werd in 1881 door socialisten opgericht, te weten door voormalige leden van de marxistische Fédération des travailleurs socialistes de France, en linkse radicalen. Het was een reformistische partij, weliswaar tegenstander van revolutionair-socialisme, maar streefde toch naar onmiddellijke, praktische hervormingen. Om dit te bewerkstelligen stond de partij niet afwijzend tegenover samenwerking met linkse partijen, waaronder de Parti radical.
Onder haar leden vond men veel vroege communards, zij die aan de Commune van Parijs van 1871 hadden meegedaan. Andere leden waren Stéphen Pichon (1857-1933), een latere minister van Buitenlandse Zaken, en Georges Clemenceau (1841-1929), die twee keer premier van Frankrijk was. Deze laatste was ook lid van de Parti Radical.
De Alliance socialiste révolutionnaire was een kleine partij, zonder werkelijke invloed. De partij verdween in de jaren voor de Eerste Wereldoorlog.